# Карло Б'яджі
Карло Б'яджі (італ. Carlo Biagi, нар. 20 квітня 1914, В'яреджо — пом. 16 квітня 1986) — італійський футболіст, півзахисник.
Насамперед відомий виступами за клуб «Наполі», а також національну збірну Італії.
У складі збірної — олімпійський чемпіон. 

## Клубна кар'єра
У дорослому футболі дебютував 1930 року виступами за команду клубу «В'яреджо», в якій провів три сезони, взявши участь у 82 матчах чемпіонату. 
Згодом з 1933 по 1936 рік грав у складі команд клубів «Прато», «В'яреджо» та «Піза».
1936 року перейшов до клубу «Наполі», за який відіграв 4 сезони. Завершив професійну кар'єру футболіста виступами за команду «Наполі» у 1940 році
Помер 16 квітня 1986 року на 72-му році життя.

## Виступи за збірну
1936 року дебютував в офіційних матчах у складі національної збірної Італії. Протягом кар'єри у національній команді, яка тривала лише один рік, провів у формі головної команди країни 4 матчі, забивши 4 голи.
У складі збірної був учасником  футбольного турніру на Олімпійських іграх 1936 року у Берліні, здобувши того року титул олімпійського чемпіона.

## Титули і досягнення
- Олімпійський чемпіон: 1936